# Coal City (Iowa)
Pour les articles homonymes, voir Coal City.
Coal City est une communauté non constituée en municipalité, du comté d'Appanoose en Iowa, aux États-Unis.
Le bureau de poste est inauguré en 1913 et fermé en 1937.

## Source de la traduction
- (en) Cet article est partiellement ou en totalité issu de l’article de Wikipédia en anglais intitulé « Coal City, Iowa » (voir la liste des auteurs).